# Happysad
Happysad (anteriormente HCKF) é uma banda de rock polonesa criada em 2001. A banda já realizou diversas turnês nacionais na Polônia.

## História

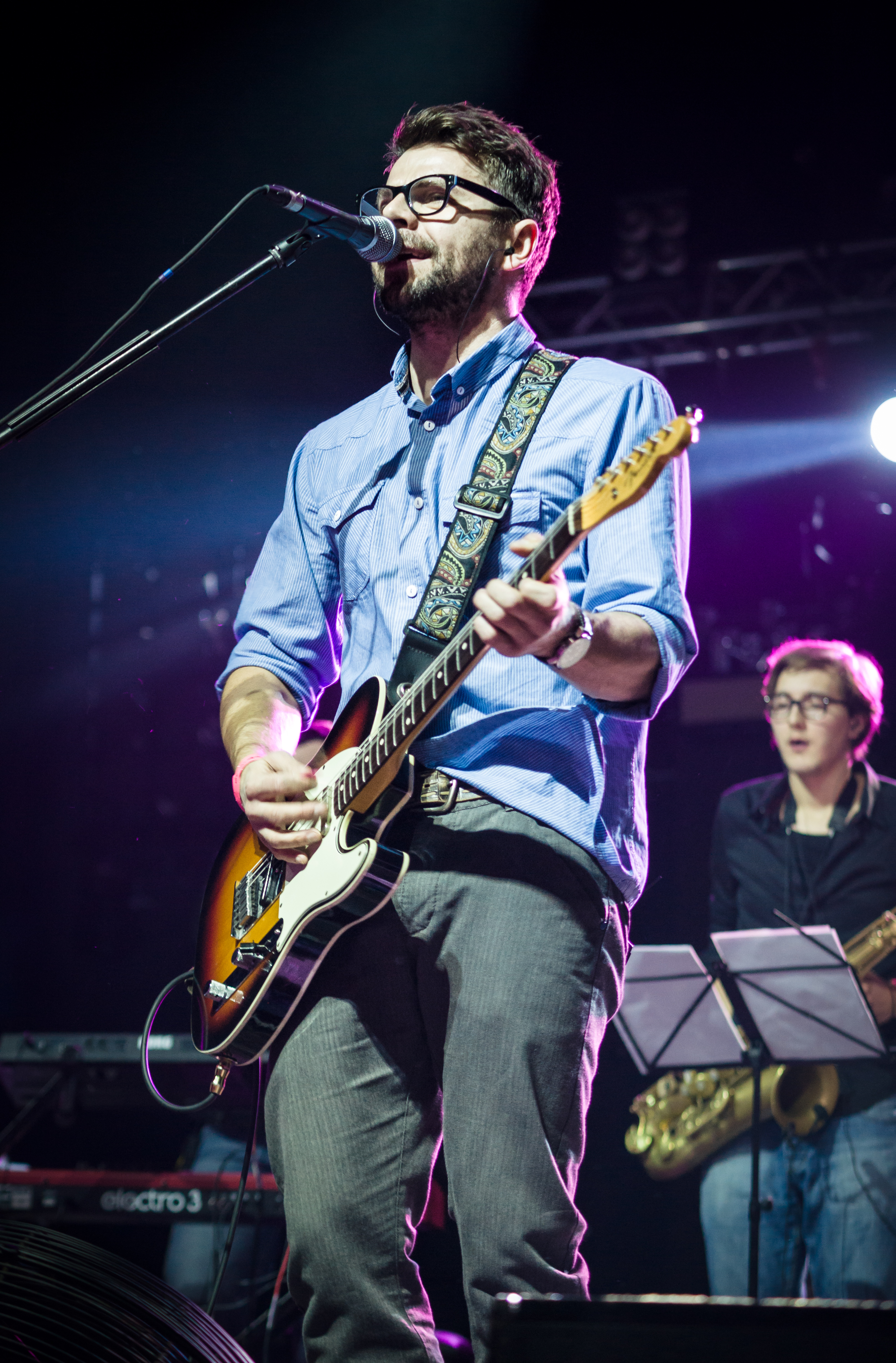
Jakub Kawalec em 2013.

A banda foi fundada em 2001, em Skarżysko-Kamienna, sob o nome HCKF (Hard Core'owe Philosophical Circle). Em 1997 foi rebatizada de Happy Sad Generation, a abreviação Happysad só foi usada a partir de 2002. No mesmo ano, a primeira demo foi gravada, mas só foi lançado mais tarde no disco Wszystko jedno. Em julho de 2004, foi lançado pela S.P. Records o álbum de estreia, Wszystko jedno, que possuía o single "Zanim pójdę" e que permaneceu nas paradas musicais por 33 semanas.
Em outubro de 2005 eles lançaram seu segundo álbum intitulado "Podróże z i pod prąd". O álbum foi apreciado pelo público e pelos críticos de música – de acordo com a revista Rock o álbum é um dos melhores álbuns poloneses de 2005. Em 1 de setembro de 2007, foi lançado o terceiro álbum da banda, Nieprzygoda, com participação especial de Janusz Zdunek. Posteriormente, o álbum ganhou o status de disco mais vendido na Polônia.
Em 21 de junho de 2008, a banda assinou contrato com a Mystic Production. Pela gravadora lançaram o álbum ao vivo Na żywo w Studio que ganhou disco de ouro. Junto a turnê Eska Rock Tour 2009 a banda ganhou um novo membro, Daniel Pomeranian.

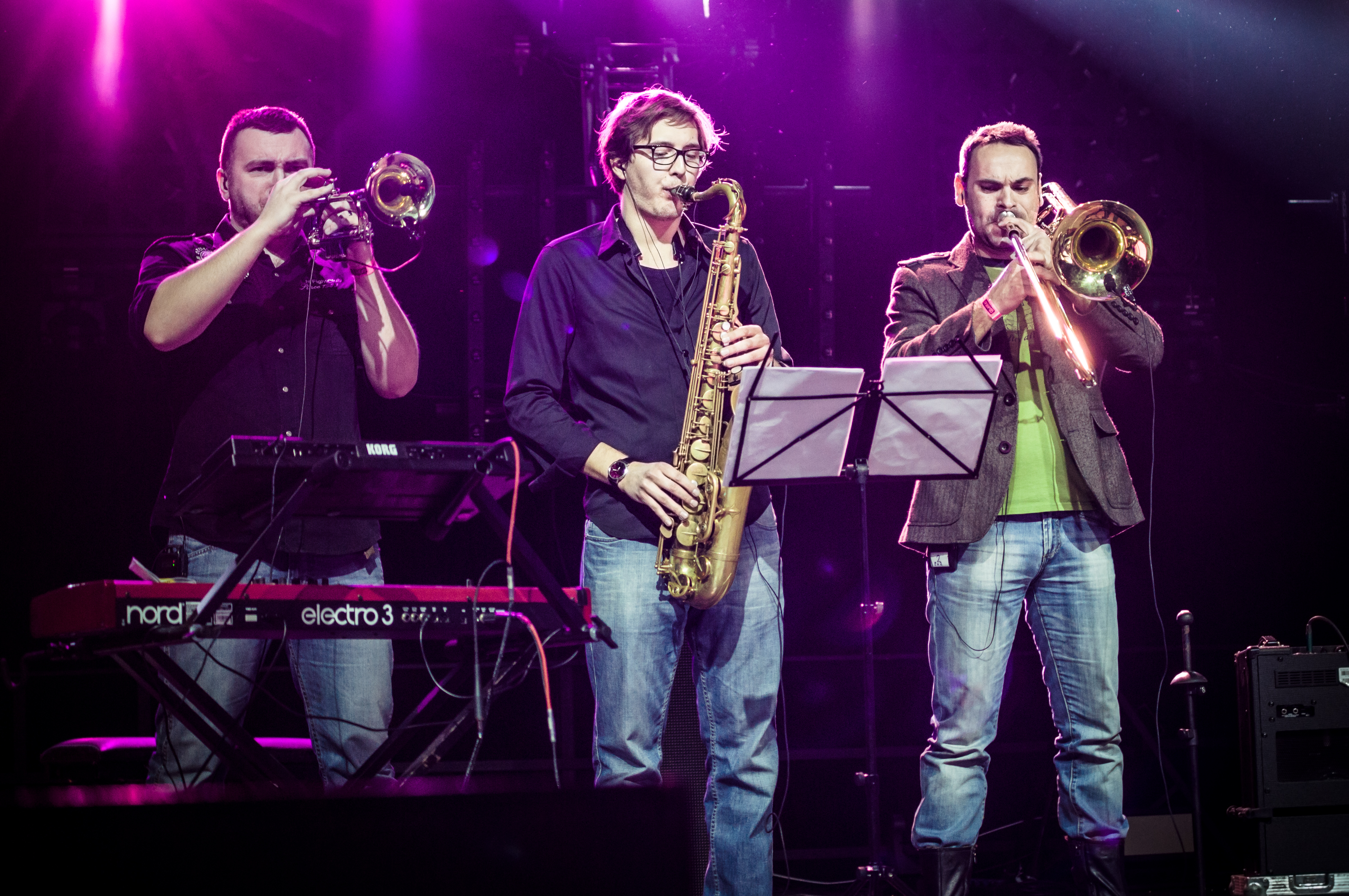
Apresentação da banda Happysad em 2013.

Em 19 de outubro de 2009, lançaram outro álbum intitulado "Mów mi dobrze", que também rendeu disco de ouro em maio de 2010. Em 2011, no décimo aniversário da banda, eles tocaram um concerto especial durante o festival em Jarocin. No concerto, a banda foi acompanhada por convidados especiais: Karol Strzemieczny, Czesław Mozil, Peter Gutkowski e Krzysztof Grabowski.

## Discografia

### Álbuns de estúdio
| Wszystko jedno                                                                   | - Lançamento: 5 de julho de 2004 - Gravadora: S.P. Records - Formato: CD, download digital         | —  | —              | —           |
| Podróże z i pod prąd                                                             | - Lançamento: 17 de outubro de 2005 - Gravadora: S.P. Records - Formato: CD, download digital      | 21 | —              | —           |
| Nieprzygoda                                                                      | - Lançamento: 10 de setembro de 2007 - Gravadora: S.P. Records - Formato: CD, download digital     | 1  | —              | —           |
| Mów mi dobrze                                                                    | - Lançamento: 19 de outubro de 2010 - Gravadora: Mystic Production - Formato: CD, download digital | 7  | - POL: 15.000+ | - POL: Ouro |
| Ciepło/Zimno                                                                     | - Lançamento: 5 de setembro de 2012 - Gravadora: Mystic Production - Formato: CD, download digital | 1  | - POL: 15.000+ | - POL: Ouro |
| Jakby nie było jutra                                                             | - Lançamento: 22 de outubro de 2014 - Gravadora: Mystic Production - Formato: CD, download digital | 1  | —              | —           |
| "—" lançamentos que não se classificaram ou não foram lançados nesse território. | |    |                |             |

### Álbuns de compilação
| Título   | Informações                                                                                            |
| -------- | --- |
| Zadyszka | - Lançamento: 10 de outubro de 2011 - Gravadora: Mystic Production - Formato: CD+DVD, download digital |

### Álbuns de vídeo
| Título           | Informações                                                                        |
| ---------------- | ---------------------------------------------------------------------------------- |
| Na żywo w Studio | - Lançamento: 28 de novembro de 2008 - Gravadora: Mystic Production - Formato: DVD |